# عملية مونتريال
عملية مونتريال، المعروفة رسميًا باسم مجموعة عمل عملية مونتريال المعنية بمعايير ومؤشرات الحفظ والإدارة المستدامة للغابات المعتدلة والشمالية، هي اتفاق طوعي بشأن الإدارة المستدامة للغابات. تم تشكيلها في جنيف، سويسرا في يونيو 1994 كنتيجة لمبادئ ريو للغابات التي تم اقتراحها في قمة الأرض عام 1992.

## خلفية
تم تشكيل عملية مونتريال في يونيو 1994 كاستجابة مباشرة لمبادئ ريو للغابات، وهي وثيقة تم التوصل إليها في مؤتمر الأمم المتحدة المعني بالبيئة والتنمية تقترح توصيات للإدارة المستدامة للغابات. كان من أولى أوامر فريق العمل المعني بعملية مونتريال وضع وتنفيذ معايير ومؤشرات لحفظ الغابات وإدارتها على نحو مستدام.
في شباط / فبراير 1995، اعتمدت البلدان في عملية مونتريال إعلان سانتياغو الذي أكد التزامها بالحفاظ على الغابات وإدارتها بشكل مستدام. لقد أكملوا أول عمل لهم من خلال اعتماد سبعة معايير وسبعة وستين مؤشرًا مرتبطًا بها كمبادئ توجيهية لواضعي السياسات للإشارة إليها في تحديد اتجاهات الغابات الوطنية والتقدم نحو إدارة غابات أكثر استدامة.
في عام 2003، أنشأت بلدان عملية مونتريال ونشرت تقاريرها القطرية الأولى والتي تم تسليط الضوء عليها في تقرير الاستعراض العام للغابات الأول لعملية مونتريال لعام 2003. كما اعتمدوا إعلان كيبيك في سبتمبر 2003 الذي وضع رؤية لعملية مونتريال للإطار الزمني من 2003 حتى 2008.
في نوفمبر 2007، قامت الدول الأعضاء بمراجعة المعايير الستة الأولى في بوينس آيرس واستخدمت هذه التحسينات لإعداد التقارير القطرية الثانية في عام 2009 مرة أخرى لإظهار التزامها بالإدارة المستدامة للغابات. بالإضافة إلى ذلك، فقد وضعوا أيضًا إطار عمل خطة العمل الإستراتيجية لعملية مونتريال: 2009-2015 كوثيقة إرشادية شاملة لعملية مونتريال وتساعد في جهود التواصل مع المجتمع الدولي بشأن أهداف عملية مونتريال وأولوياتها.
في عام 2009، قامت بلدان عملية مونتريال بمراجعة المعايير السابعة في كوريا الجنوبية وقلصت المعايير والمؤشرات إلى سبعة معايير وأربعة وخمسين مؤشرًا.
على الرغم من وجود العديد من المبادرات الناجحة، لا يزال هناك مجال كبير لتحسين ممارسات تقديم التقارير القطرية. صرح شاندران وإينس، الباحثان في قسم إدارة موارد الغابات بجامعة كولومبيا البريطانية، أن "ممارسات إعداد التقارير الحالية، إذا لم يتم تصحيحها، ستخلق صعوبات في إبلاغ التقدم المحرز في الإدارة المستدامة للغابات بين البلدان".

## الدول الأعضاء
العضوية في مجموعة العمل أمر تطوعي تمامًا ويشمل الأعضاء حاليًا بلدانًا من كل من نصف الكرة الشمالي والجنوبي والتي تغطي مجموعة واسعة من الظروف الطبيعية والاجتماعية. يوجد حاليًا اثنا عشر عضوًا في عملية مونتريال وهذه الدول هي: الأرجنتين، أستراليا، كندا، تشيلي، الصين، اليابان، كوريا الجنوبية، المكسيك، نيوزيلندا، روسيا، الولايات المتحدة وأوروغواي.
هذه الدول الأعضاء تمثل:
- 90٪ من الغابات المعتدلة والشمالية (وكذلك مناطق الغابات الاستوائية)
- 58٪ من الغابات المزروعة
- 49٪ من غابات العالم
- 49٪ من إنتاج الأخشاب المستديرة في العالم
- 31٪ من سكان العالم

## المعايير والمؤشرات
الهدف الرئيسي للإدارة المستدامة للغابات هو الحفاظ على مجموعة واسعة ومحددة من قيم الغابات لفترة زمنية غير محددة. من الصعب للغاية تقييم التقدم المحرز نحو الهدف، لذلك، تُستخدم المعايير والمؤشرات لجعل المهمة مفهومة من خلال تبسيط المكونات الأساسية للإدارة المستدامة للغابات من خلال توفير فهم مشترك، فضلاً عن إطار عالمي لوصف تقدم كل بلد على حدة نحو الاستدامة على المستوى الوطني.
وافقت الدول الأعضاء في عملية مونتريال في البداية على سبعة معايير وسبعة وستين مؤشرًا مرتبطًا بها قبل تقليصها إلى سبعة معايير وأربعة وخمسين مؤشرًا. استقر فريق عمل عملية مونتريال على هذه المعايير والمؤشرات بعد التشاور مع العديد من المهنيين مثل مديري ومستخدمي الغابات، والباحثين، والصناعة الخاصة، والخبراء الفنيين وخبراء السياسات من البلدان غير الأعضاء، والمجتمع العلمي الدولي.
المعايير السبعة التي وافقت عليها الدول الأعضاء هي: الحفاظ على التنوع البيولوجي، والحفاظ على القدرة الإنتاجية للنظم الإيكولوجية للغابات، والحفاظ على صحة وحيوية النظام الإيكولوجي للغابات، والحفاظ على موارد التربة والمياه وصيانتها، والحفاظ على مساهمة الغابات في دورات الكربون العالمية، والحفاظ على الفوائد الاجتماعية والاقتصادية المتعددة طويلة الأجل وتعزيزها لتلبية احتياجات المجتمعات، والإطار القانوني والمؤسسي والاقتصادي لحفظ الغابات والإدارة المستدامة.

## خطة العمل الاستراتيجية
إن خطة العمل الإستراتيجية لعملية مونتريال هي الوثيقة الإرشادية النهائية لمجموعة العمل. كما أنها أداة مفيدة للغاية في إيصال أهداف عملية مونتريال وأولوياتها إلى البلدان الأعضاء وأصحاب المصلحة المحليين والمجتمع الدولي.
تستند خطة العمل الاستراتيجية لعملية مونتريال: 2009-2015 إلى الاتجاهات الاستراتيجية الخمسة: تعزيز أهمية معايير ومؤشرات عملية مونتريال بالنسبة لواضعي السياسات والممارسين وغيرهم، تعزيز قدرة البلدان الأعضاء على رصد اتجاهات الغابات وتقييمها والإبلاغ عنها والتقدم المحرز نحو الإدارة المستدامة للغابات باستخدام معايير ومؤشرات عملية مونتريال، تعزيز التعاون والتعاون مع المنظمات والصكوك الإقليمية والدولية ذات الصلة بالغابات وغيرها من عمليات المعايير والمؤشرات، تعزيز التواصل بشأن قيمة المعايير والمؤشرات وإنجازات عملية مونتريال، تعزيز فعالية وكفاءة الفريق العامل لعملية مونتريال ولجنته الاستشارية الفنية ومكتب الاتصال.

## التأثير
تعد معايير ومؤشرات عملية مونتريال "مثالاً ظاهريًا على الاستحواذ القطاعي على عملية معيارية" تم الاتفاق على الإسراع بشكل ملحوظ في التوصل إلى اتفاقية حكومية دولية، على عكس ما حدث في مؤتمر الأمم المتحدة المعني بالبيئة والتنمية حيث قوبلت الجهود المبذولة في وضع اتفاقية إدارة غابات ملزمة قانونًا بالرفض والفشل المستمرين. لقد كان لفكرة الإدارة المستدامة للغابات التي انبثقت عن عملية مونتريال تأثير كبير على أفكار الإدارة المستدامة للغابات في المستقبل مع العديد من اتفاقيات الغابات التي تم توقيعها بعد مؤتمر الأمم المتحدة المعني بالبيئة والتنمية والتي تشير إلى عمليات المعايير والمؤشرات من عملية مونتريال عند الإحالة للإدارة المستدامة للغابات، بما في ذلك الصك غير الملزم قانونًا بشأن جميع أنواع الغابات المتفق عليه في عام 2007 في منتدى الأمم المتحدة المعني بالغابات. بعض العمليات الأخرى التي أثرت فيها عملية مونتريال هي عملية هلسنكي، التي وضعت معايير ومؤشرات للغابات الأوروبية المعتدلة والشمالية، وعملية تارابوتو، التي وضعت معايير ومؤشرات للبلدان التي تدير الغابات الاستوائية في أمازونيا. ساعدت عملية مونتريال البلدان الأعضاء في تحسين إدارتها المستدامة للغابات من خلال دراسة الاحتياجات الحالية للبلد في الحاضر والمستقبل، مما يتيح لها توفير المنافع الاقتصادية والاجتماعية والبيئية للأجيال القادمة. شهدت بلدان مثل نيوزيلندا زيادة بنسبة 50٪ في حجم الحصاد المستدام، وزيادة في الحجم الدائم لغابات المزارع، وزيادة التركيز على صحة وسلامة العاملين في صناعة الغابات.

## روابط خارجية
- الموقع الرسمي
- History of the Montréal Process